# Albanese Badmintonfederatie
De Albanese Badmintonfederatie (Albanees: Federata Shqiptare Badminton) is de nationale badmintonbond van Albanië. 
De bond is opgericht in 2005. De voorzitter op dit moment is Bardhi Lavdari. De Albanese bond is aangesloten bij de Europese bond, maar zij organiseren geen enkel wereldtoernooi. Anno 2015 telde de bond 75 leden, verdeeld over 3 verenigingen.